# Markus Wildauer
Markus Wildauer (* 25. Mai 1998 in Schlitters) ist ein ehemaliger österreichischer Radrennfahrer.

## Sportlicher Werdegang
Mit sechs Jahren begann Markus Wildauer, Fußball zu spielen, aber verlor später das Interesse an diesem Sport. Da sein Vater und sein Onkel als Radsportler aktiv waren, folgte er ihrem Vorbild. Durch einen Schulkameraden kam er zum RC Tirol. 2015 belegte er bei der österreichischen Zeitfahrmeisterschaft der Junioren Platz vier. Im Jahr darauf errang er den Titel und wurde in der Gesamtwertung des Trofeo Karlsberg Vierter. 
Mit dem Wechsel in die U23 wurde Wildauer 2017 Mitglied im UCI Continental Team Tirol KTM Cycling. In der Saison 2018 entschied er eine Etappe des Giro Ciclistico d’Italia für sich und wurde nationaler U23-Meister im Zeitfahren. Bei den UEC-Straßen-Europameisterschaften 2018 errang er Bronze im Zeitfahren der U23. Im Jahr darauf wurde er österreichischer Vize-Meister im Zeitfahren der U23. 2019 und 2020 wurde Wildauer jeweils Österreichischer Bergmeister. 2020 wurde er für den Start bei den Straßenweltmeisterschaften in Imola nominiert, konnte das Rennen jedoch nicht beenden.
Zur Saison 2021 wechselte Wildauer zum Team Vorarlberg, jedoch gab er im selben Jahr noch im Alter von 23 Jahren den Rücktritt als Radsportler zum 30. September bekannt, nachdem er nicht mehr den notwendigen Spaß und die Leidenschaft für den Radsport hatte aufbringen können.
Wildauer war aktiver Sportler des Heeressportzentrums des Österreichischen Bundesheers und trainierte im Heeresleistungszentrum Innsbruck. Als Heeressportler trug er den Dienstgrad Korporal.

## Erfolge
2016
- Österreichischer Junioren-Meister – Einzelzeitfahren

2018
- U23-Europameisterschaft – Einzelzeitfahren
- Nachwuchswertung Gemenc Grand Prix
- eine Etappe Giro Ciclistico d’Italia
- Österreichischer U23-Meister – Einzelzeitfahren

2019
- Österreichischer Bergmeister

2020
- Österreichischer Bergmeister